# William Henry Finlay
William Henry Finlay (Liverpool, 17 giugno 1849 – Città del Capo, 7 dicembre 1924) è stato un astronomo sudafricano.
Fu Primo Assistente dell'Osservatorio Reale di Città del Capo dal 1873 al 1898.
Scoprì la cometa periodica 15P/Finlay. Precedentemente, era stato uno dei primi ad individuare la "Grande Cometa del 1882" (C/1882 R1).